# Спалювання

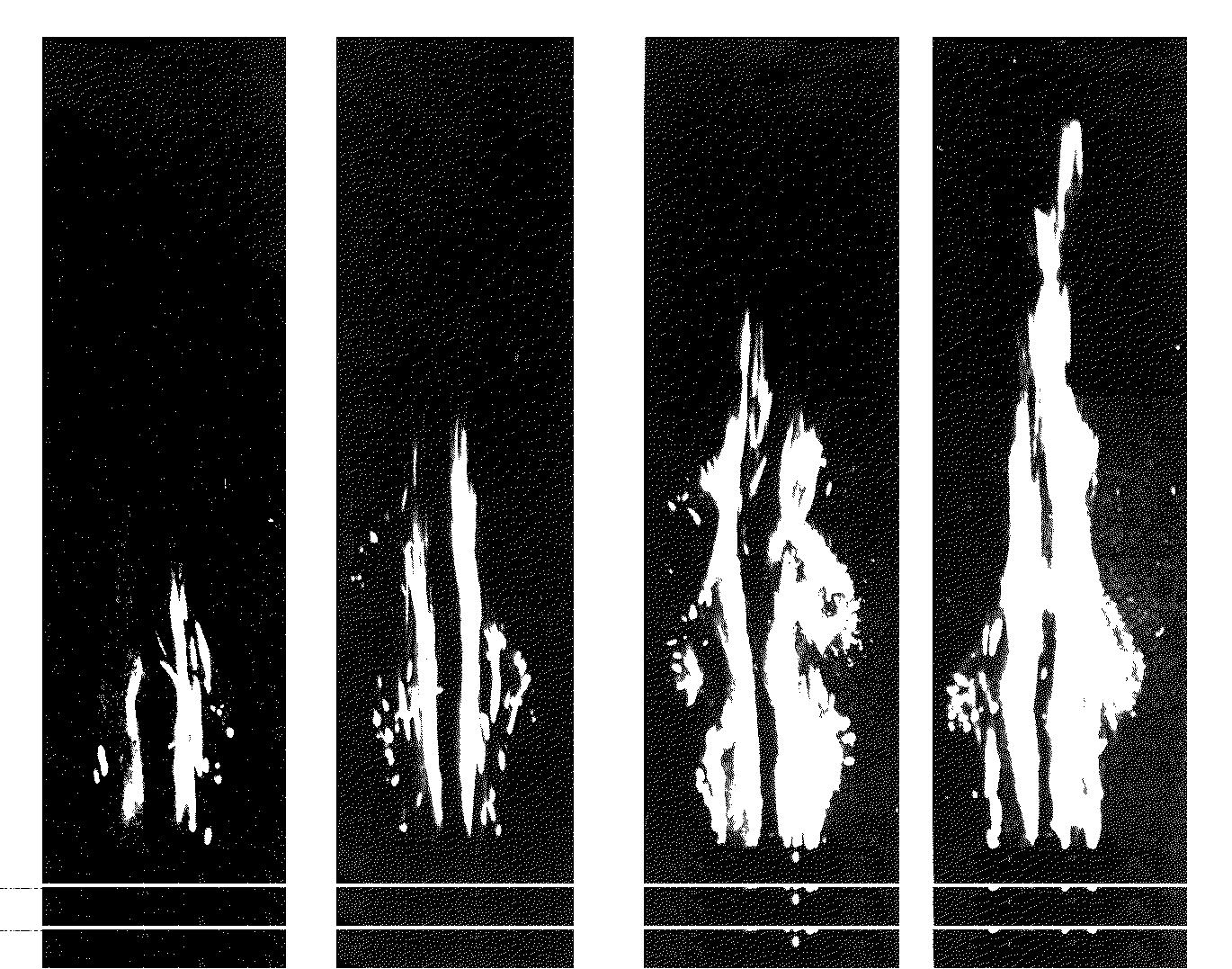
Різні режими факельного горіння вугільно-газових паливних сумішей. а — вугілля 0,1-0 мм, б — вугільно-мазутний гранулят ІІ типу з вугілля 0,1-0 мм, в — гранулят ІІ типу з вугілля 1,0-0 мм, г — гранулят І типу з вугілля 1,0-0 мм

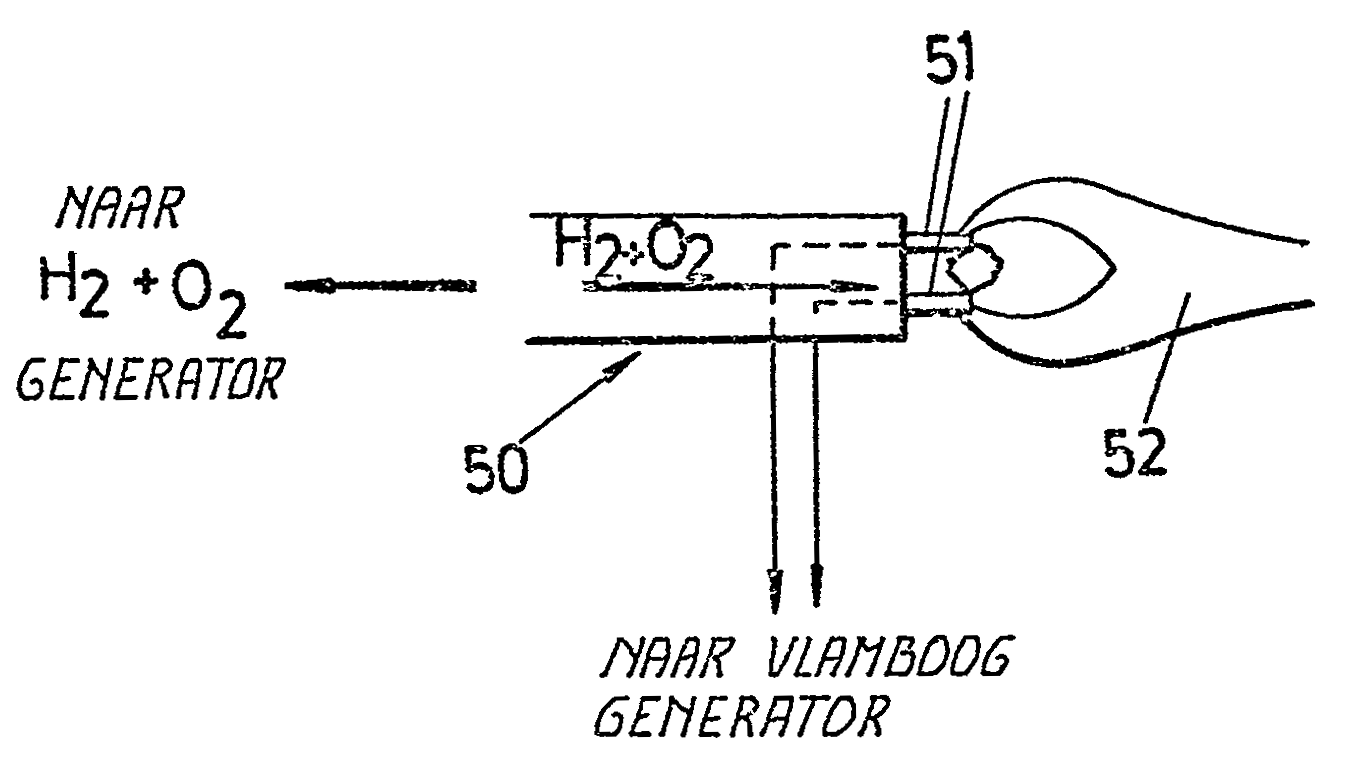
Схема спалювання водню у пальнику.

Спалювання (рос. сжигание, англ. burn, нім. Verbrennung f) — дія і процес горіння.
Для одержання електроенергії та теплової енергії у промисловості, спалюють горючі корисні копалини; у двигунах внутрішнього згоряння — автомобілях, авіації та ракетній техніці, спалюванню піддають відповідно бензин/дизель, авіаційне пальне та рідке або тверде ракетне пальне (дія відбувається у камерах згоряння).
Промислове спалювання здійснюють у пальниках різних улаштувань — головним чином шарових і камерних (циклонних, вихорових).